# بویوک کاواک‌لی (آدیامان)
بویوک کاواک‌لی (به ترکی استانبولی: Büyükkavaklı) یک منطقهٔ مسکونی در ترکیه است که در آدیامان واقع شده‌است. بویوک کاواک‌لی ۸۴۴ نفر جمعیت دارد.